# Diócesis de Wiener Neustadt
La diócesis de Wiener Neustadt (en latín: Dioecesis Neostadiensis y en alemán: Bistum Wiener Neustadt) fue una circunscripción eclesiástica de la Iglesia católica en Austria. Se trataba de una diócesis latina, sufragánea de la arquidiócesis de Viena. Fue suprimida el 28 de enero de 1785 y restaurada como diócesis titular en 1989. Desde el 11 de octubre de 1997 su obispo titular es Christian Werner.

## Territorio y organización
La diócesis extendía su jurisdicción sobre los fieles católicos de rito latino residentes inicialmente en la ciudad de Wiener Neustadt.
La sede de la diócesis se encontraba en la ciudad de Wiener Neustadt, en donde la catedral era la actual iglesia de la Asunción de María y San Ruperto perteneciente a la arquidiócesis de Viena.

## Historia

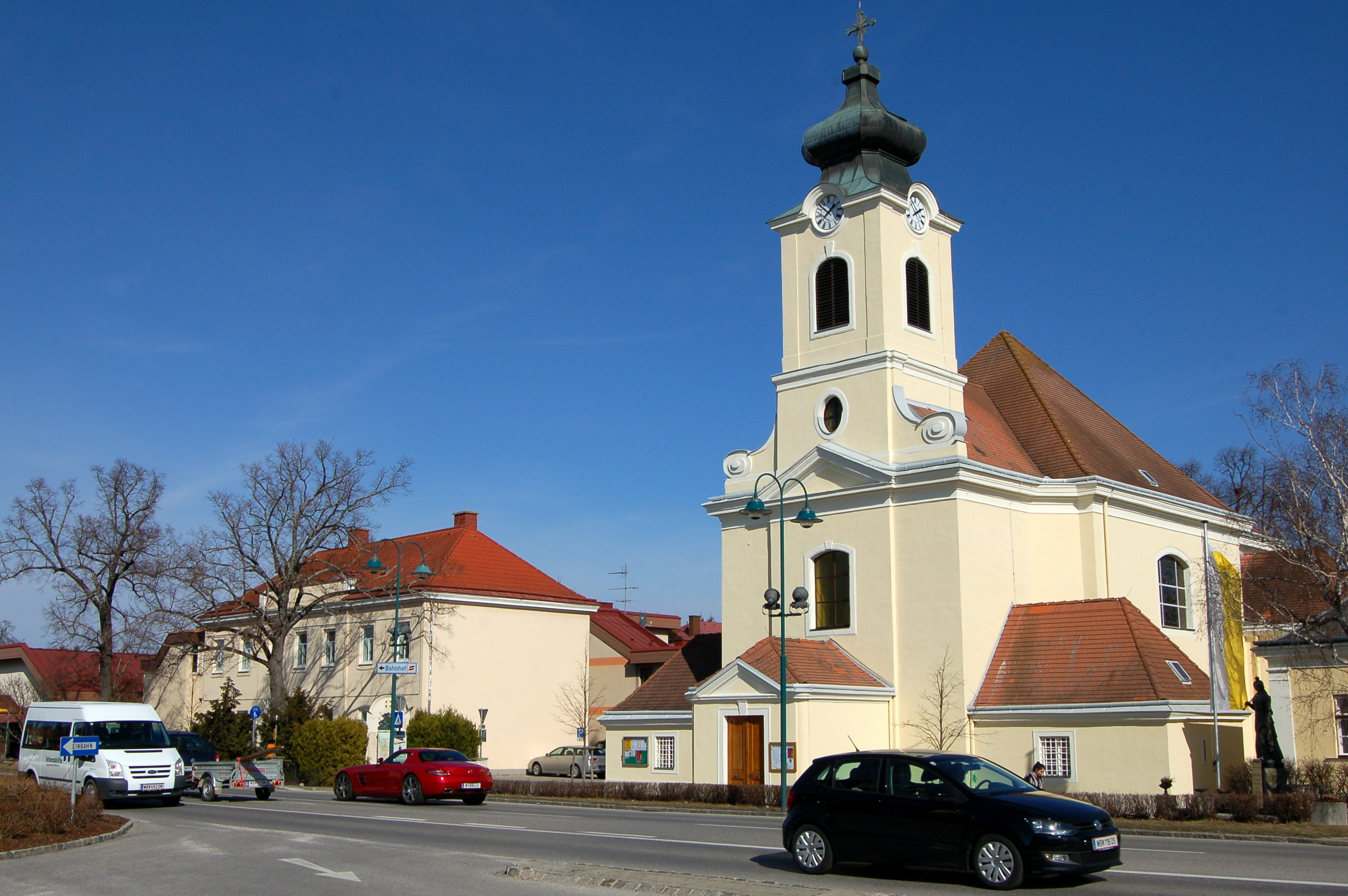
Iglesia de la Santa Cruz, en Theresienfeld

El emperador Federico III erigió en su ciudad residencia la diócesis de Wiener Neustadt en 1468/1469 luego de una peregrinación que realizó Roma. El papa Paulo II la erigió canónicamente el 18 de enero de 1469 mediante la bula In supremae dignitatis specula, obteniendo su territorio de la arquidiócesis de Salzburgo.
Debido a la oposición de la diócesis de Passau, la diócesis de Wiener Neustadt, como la de Viena, sólo ocuparía los alrededores la ciudad y no podría extenderse al resto del país. El papa Sixto IV en 1480 también dio al emperador y a sus sucesores como duques de Estiria, los derechos de presentación de los obispos de Wiener Neustadt, aunque el emperador tenía derecho a elegir candidatos a la sede episcopal en virtud de un indulto concedido en una etapa temprana.
Pronto pareció que el tamaño de la diócesis resultaba inadecuado por pequeño, y el emperador intentó que la Orden de los Caballeros de San Jorge (creada para cumplir un voto del propio emperador y confirmada por Paulo II mediante una bula el 1 de enero de 1469) incorporara al obispado. La diócesis de Wiener Neustadt fue incorporada a la Orden en 1479, pero debido a constantes disputas entre la orden y el obispo, especialmente sobre la precedencia, esta unión finalmente terminó definitivamente en 1528. 
Entre las figuras vinculadas a la diócesis se recuerda a Johann Fabri, uno de los más celosos opositores de Martín Lutero, quien antes de ser arzobispo de Viena, fue obispo coadjutor del obispo de Wiener Neustadt de 1524 a 1530. Tomada por los protestantes, la diócesis volvió a ser católica en 1548. Después de la Reforma protestante la diócesis debió ser recatolizada pues los obispos estaban principalmente ocupados como capellanes de la corte, cargo que data de 1548. 
Cuando el 1 de junio de 1722 Viena se convirtió en arquidiócesis, la diócesis de Wiener Neustadt hasta entonces inmediatamente sujeta a la Santa Sede (entonces llamada "exenta") pasó a ser su sufragánea. 
La emperatriz María Teresa I de Austria fundó en 1751 la Academia Militar Teresiana en el Castillo de Wiener Neustadt y creó el cargo de obispo castrense en 1773, con jurisdicción espiritual sobre el ejército imperial en tiempos de guerra y de paz. Esta tarea debía confiarse siempre al obispo de Wiener Neustadt, ya que su residencia estaba cerca de Viena y no estaba muy ocupado debido a su pequeña diócesis de solo dos municipios.
En 1769 la parroquia de Theresienfeld (ciudad fundada por María Teresa en 1763) fue asignada a la diócesis separándola de la arquidiócesis de Viena. En 1784 la diócesis se extendió hacia el sur hasta el límite con Estiria, pero la diócesis fue suprimida el 28 de enero de 1785 mediante la bula Inter plurimas del papa Pío VI y su territorio fue anexado a la arquidiócesis de Viena. El 21 de abril de 1785 el emperador José II transfirió al último obispo de Wiener Neustadt, el jesuita Enrique Juan Kerens (1775-1785), y a su capítulo catedralicio a la nueva diócesis de Sankt Pölten.

### Diócesis titular
Desde 1989 Wiener Neustadt figura entre las sedes episcopales titulares de la Iglesia católica. Desde el 11 de octubre de 1997 el obispo titular es Christian Werner, ordinario militar emérito de Austria.